# Tetra cookiana
Tetra cookiana är en spindeldjursart som beskrevs av David C.M. Manson 1989. Tetra cookiana ingår i släktet Tetra och familjen Eriophyidae. Inga underarter finns listade i Catalogue of Life.